# 北街街道 (庆阳市)
北街街道，是中华人民共和国甘肃省庆阳市西峰区下辖的一个乡镇级行政单位。

## 行政区划
北街街道下辖以下地区：
解放路社区、长庆北路社区、北大街社区、康寿路社区、东大街社区、九龙北路社区和东湖社区。